# Iacob (film)
Pour plus de détails, voir Fiche technique et Distribution.
Iacob est un film roumain, sorti en 1988.

## Fiche technique
- Titre : Iacob
- Réalisation : Mircea Daneliuc
- Scénario : Mircea Daneliuc
- Musique : Anatol Vieru
- Pays d'origine : Roumanie
- Genre : drame
- Date de sortie : 1988

## Distribution
- Dorel Visan : Iacob
- Ion Besoiu
- Florin Zamfirescu
- Cecilia Bârbora
- Maria Seles
- Adrian Titieni